# Pressão de disjunção
Pressão de disjunção (símbolo Πd), em química de superfície, de acordo com uma definição da IUPAC, surge a partir de uma interação atrativa entre duas superfícies. Para duas superfícies planas e paralelas, o valor da pressão de disjunção (i.e, a força por unidade de área) pode ser calculada como a derivada da energia de Gibbs de interação por unidade de área, em relação à distância (na direção normal aquela das superfícies em interação). Há também um conceito relacionado de força de disjunção, que pode ser vista como pressão de disjunção vezes a área de superfície das superfícies em interação.
O conceito de pressão de disjunção foi introduzido por Derjaguin (1936) como a diferença entre a pressão de uma região de uma fase adjacente a uma superfície que a confina, e a pressão no volume principal desta fase.

## Descrição
A pressão de disjunção pode ser expressa como:
{\displaystyle \Pi _{D}=-{1 \over A}\left({\frac {\partial G}{\partial x}}\right)_{T,V,A}}
onde:
- Πd - pressão de disjunção, N/m2
- A - a área de superfície das superfícies em interação, m2
- G - energia de Gibbs total da interação das duas superfícies, J
- x - distância, m
- índices T, V e A significam que a temperatura, volume e a área de superfície permanecem constantes na derivada.

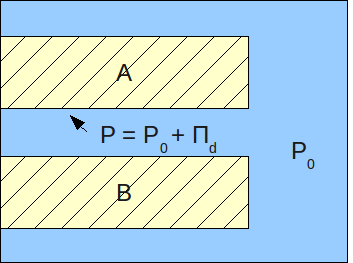
A dependência da pressão na película na superfície A e a pressão no volume.

Usando o conceito da pressão de disjunção, a pressão na película pode ser vista como:
{\displaystyle P=P_{0}+\Pi _{D}}
onde:
- P - pressão numa película, Pa
- P0 - pressão no volume da mesma fase daquela da película, Pa.